# Antônio Augusto da Fonseca
Antônio Augusto da Fonseca (Coimbra, 9 de fevereiro de 1830 — Jundiaí, 20 de junho de 1890) foi um político luso-brasileiro.
Foi presidente da província do Paraná, de 14 de setembro de 1868 a 28 de agosto de 1869.